# Episodi di Star Trek: Voyager (prima stagione)
La prima stagione della serie televisiva Star Trek: Voyager è stata trasmessa negli Stati Uniti da UPN dal 16 gennaio 1995 al 22 maggio 1995.
Gli episodi Una nuova Terra, Proiezioni, Fertilità e Torsione spaziale furono prodotti insieme a questa serie ma mandati in onda con la seconda.
In questa stagione la serie è stata candidata a nove Emmy Award, vincendone due. In particolare ha vinto nelle categorie Outstanding Individual Achievement in Main Title Theme Music (Jerry Goldsmith) e Outstanding Individual Achievement in Special Visual Effects (l'episodio Dall'altra parte dell'universo); è stato candidato nella categoria Outstanding Individual Achievement in Graphic Design and Title Sequences, mentre sono stati candidati gli episodi Eroi e demoni e Separazione.
| nº | Titolo originale  | Titolo italiano                                | Prima TV USA     | Prima TV Italia   |
| -- | ----------------- | ---------------------------------------------- | ---------------- | ----------------- |
| 1  | Caretaker: Part 1 | Dall'altra parte dell'universo (prima parte)   | 16 gennaio 1995  | 29 settembre 1997 |
| 2  | Caretaker: Part 2 | Dall'altra parte dell'universo (seconda parte) | 16 gennaio 1995  | 30 settembre 1997 |
| 3  | Parallax          | Riflessi nel ghiaccio                          | 23 gennaio 1995  | 1º ottobre 1997   |
| 4  | Time and Again    | Ancora una volta                               | 30 gennaio 1995  | 10 ottobre 1998   |
| 5  | Phage             | Ladri di organi                                | 6 febbraio 1995  | 2 ottobre 1997    |
| 6  | The Cloud         | La nebulosa                                    | 13 febbraio 1995 | 3 ottobre 1997    |
| 7  | Eye of the Needle | La cruna dell'ago                              | 20 febbraio 1995 | 4 ottobre 1997    |
| 8  | Ex post facto     | Un testimone insolito                          | 27 febbraio 1995 | 16 ottobre 1998   |
| 9  | Emanations        | Post mortem                                    | 13 marzo 1995    | 17 ottobre 1998   |
| 10 | Prime Factors     | Fattori primi                                  | 20 marzo 1995    | 19 ottobre 1998   |
| 11 | State of Flux     | Tradimento a bordo                             | 10 aprile 1995   | 20 ottobre 1998   |
| 12 | Heroes and Demons | Eroi e demoni                                  | 24 aprile 1995   | 21 ottobre 1998   |
| 13 | Cathexis          | Intruso a bordo                                | 1º maggio 1995   | 22 ottobre 1998   |
| 14 | Faces             | Separazione                                    | 8 maggio 1995    | 23 ottobre 1998   |
| 15 | Jetrel            | Il segreto di Neelix                           | 15 maggio 1995   | 24 ottobre 1998   |
| 16 | Learning Curve    | Uno strappo alla regola                        | 22 maggio 1995   | 26 ottobre 1998   |

## Dall'altra parte dell'universo
- Titolo originale: Caretaker: Part 1 & 2
- Diretto da: Winrich Kolbe
- Scritto da: Rick Berman, Michael Piller e Jeri Taylor (soggetto), Michael Piller e Jeri Taylor (sceneggiatura)

### Trama
Per sfuggire all'inseguimento dei Cardassiani, una nave maquis si rifugia nelle Badlands, una zona selvaggia di spazio dove viene investita da una forma sconosciuta di energia. L'astronave della Federazione USS Voyager (NCC-74656), al comando di Kathryn Janeway, vi giunge alla ricerca della nave maquis, sulla quale è infiltrato un ufficiale della Flotta Stellare, Tuvok, che da settimane non dà più sue notizie. Durante la ricerca, anche la Voyager subisce la stessa sorte e viene portata a 70 000 anni luce dalla sua posizione precedente, nel quadrante Delta. Giunti lì, l'equipaggio viene teletrasportato su una misteriosa stazione spaziale, sulla quale vengono sottoposti ad una serie di esperimenti medici, al termine dei quali viene lasciato libero, con l'eccezione di Harry Kim, che si sveglia in una stanza con B'Elanna Torres; i due si trovano sotto la superficie del pianeta dove vivono gli Ocampa e sembrano aver contratto una malattia sconosciuta. Nel frattempo, il capitano della nave maquis, Chakotay, e il capitano Janeway decidono di unire le forze per risolvere il comune problema; tornano quindi sulla stazione per parlare con l'entità aliena, il Custode, che rivela di aver desertificato involontariamente il pianeta attorno al quale si trovano, e che quindi aiuta gli abitanti a sopravvivere. Dopo essersi messi in contatto con Neelix, un mercante della zona, che si offre di guidarli, alcuni membri dell'equipaggio decidono di scendere sul pianeta, la cui superficie è abitata da un gruppo di Kazon. La missione non sortisce alcun effetto, ma una giovane Ocampa tenuta in ostaggio dai Kazon, Kes, viene salvata dai membri della Voyager. Kes guida gli ufficiali della Flotta sotto la superficie del pianeta, dove riescono a recuperare Kim e Torres; intanto il Custode ha terminato di accumulare scorte di energia a favore degli Ocampa e si appresta a morire. Mentre Janeway tenta di convincere il Custode a riportarli a casa prima che sia troppo tardi, i Kazon attaccano la Voyager e la nave dei Maquis per impadronirsi della stazione spaziale. Per impedire che questi si impossessino di tecnologie molto avanzate, Janeway la distrugge, precludendosi la possibilità di usarla per tornare a casa.
- Altri interpreti: Basil Langton (il Custode), Gavan O'Herlihy (Jabin), Angela Paton (Aunt Adah), Armin Shimerman (Quark), Alicia Coppola (Stadi), Bruce French (medico ocampa), Jennifer Parsons (infermiera ocampa), David Selburg (Toscat), Jeff McCarthy (medico umano), Stan Ivar (Mark), Scott MacDonald (guardiamarina Rollins), Josh Clark (tenente Carey), Richard Poe (Gul Evek), Keely Sims (la figlia del fattore), Eric David Johnson(Daggin)
- Questo episodio è stato candidato per quattro Emmy Award del 1995, vincendone uno:
  - vincitore nella categoria Outstanding Individual Achievement in Special Visual Effects (Dan Curry (produttore degli effetti visivi), David Stipes (supervisore agli effetti visivi), Michael Backauskas, Joe Bauer, Edward L. Williams (coordinatori degli effetti visivi), Scott Rader, Don R. Greenberg (autori e ideatori degli effetti visivi), Adam Howard (animatore degli effetti visivi), Don Lee (autore e colorista degli effetti visivi), Robert Stromberg (artista matte), John Parenteau, Joshua Rose (animatori su computer), Joshua Cushner (operatore telecamera stop motion));
  - nomination nella categoria Outstanding Individual Achievement in Music Composition for a Series (Dramatic Underscore) (Jay Chattaway);
  - nomination nella categoria Outstanding Individual Achievement in Costume Design for a Series (Robert Blackman);
  - nomination nella categoria Outstanding Individual Achievement in Hairstyling for a Series (Josee Normand, Patty Miller, Shawn McKay, Karen Asano Myers, Dino Ganziano, Rebecca De Morrio, Barbara Kaye Minster, Janice Brandow, Gloria Albarran Ponce, Caryl Codon, Katherine Rees, Virginia Kearns, Patricia Vecchio, Faith Vecchio, Audrey Levy).

## Riflessi nel ghiaccio
- Titolo originale: Parallax
- Diretto da: Kim Friedman
- Scritto da: Jim Trombetta (soggetto); Brannon Braga (sceneggiatura)

### Trama
Mentre i due equipaggi, quello della Flotta Stellare e quello dei Maquis, fanno fatica ad integrarsi, Chakotay propone al capitano il nome di B'Elanna Torres come nuovo capo ingegnere. Intanto la Voyager riceve una chiamata di soccorso che la porta nei pressi di una singolarità quantica, nella quale la nave resta però intrappolata. Scopriranno presto che l'altra nave che ha chiesto soccorso altri non è che una versione della Voyager che esiste in un futuro prossimo avanti di nove ore. Sarà Torres a trovare una soluzione e a far uscire la nave da quella sorta di loop temporale, guadagnandosi la fiducia del capitano, che la promuoverà capo ingegnere.
- Altri interpreti: Martha Hackett (Seska), Josh Clark (tenente Carey)

## Ancora una volta
- Titolo originale: Time and Again
- Diretto da: Les Landau
- Scritto da: David Kemper (soggetto); David Kemper e Michael Piller (sceneggiatura)

### Trama
Su un pianeta deserto da cui provengono strane forma di energia, residui di una distruttiva esplosione, vengono scoperte strane fratture subspaziali, che trasportano Tom Paris e il capitano Janeway indietro nel tempo, prima del disastro. Qui vengono in contatto con un gruppo che teme che una centrale elettrica possa portare a un'esplosione. Nella loro indagine scopriranno che sarà proprio l'equipaggio della Voyager a provocare l'estinzione di massa della popolazione di tutto il pianeta durante un tentativo di salvataggio del capitano e di Paris. Janeway, impedendo la missione di soccorso, cambierà il destino del pianeta e dei suoi abitanti.
- Altri interpreti: Nicolas Surovy (Pe'Nar Makull), Joel Polis (Ny Terla), Brady Bluhm (Latika)

## Ladri di organi
- Titolo originale: Phage
- Diretto da: Winrich Kolbe
- Scritto da: Timothy DeHaas (soggetto); Skye Dent e Brannon Braga (sceneggiatura)

### Trama
Durante una ricognizione su un asteroide, Neelix viene attaccato da una specie aliena che gli asporta i polmoni. La Voyager insegue gli alieni, chiamati Vidiiani, scoprendo che sono affetti da una malattia che li costringe a sottoporsi a continui trapianti di organi per sopravvivere. Janeway cattura i due responsabili, che non possono più restituire i polmoni a Neelix perché orami modificati e trapiantati, ma i due alieni, non privi di sensi di colpa per quello che sono costretti a fare per sopravvivere, mettono a disposizione le loro avanzatissime conoscenze mediche, espiantando un polmone da Kes e modificandolo affinché vada bene per il Talassiano, salvandogli la vita.
- Altri interpreti: Cully Fredricksen (Dereth), Stephen B. Rappaport (Motura), Martha Hackett (Seska)

## La nebulosa
- Titolo originale: The Cloud
- Diretto da: David Livingston
- Scritto da: Brannon Braga (soggetto); Tom Szollosi e Michael Piller (sceneggiatura)

### Trama
Dopo che la Voyager è entrata in una nebulosa in cerca di una fonte di energia per i motori e i sistemi vitali, l'equipaggio scopre che essa in realtà è una forma di vita, danneggiata dal loro arrivo. Rischiando l'incolumità di tutti, il capitano torna indietro per mettere in pratica una procedura che possa curare le ferite della creatura. Incontrano l'ostilità dell'organismo alieno, ma riescono nel loro intento, anche se ciò farà perdere altra energia all'astronave. Il capitano Janeway viene intanto iniziata da Chakotay a delle pratiche di meditazione originarie della sua tribù finalizzate nella ricerca di un animale guida.
- Altri interpreti: Angela Dohrmann (Ricky), Judy Geeson (Sandrine), Larry A. Hankin (Gaunt Gary), Luigi Amodeo (il gigolo)

## La cruna dell'ago
- Titolo originale: Eye of the Needle
- Diretto da: Winrich Kolbe
- Scritto da: Hilary J. Bader (soggetto); Bill Dial e Jeri Taylor (sceneggiatura)

### Trama
La Voyager scopre un piccolo tunnel spaziale che porta nel quadrante Alfa. Contattando una nave che si trova dall'altra parte, si scopre che essa è romulana; presto si accende la speranza prima di poter comunicare con i familiari a casa, e poi di poter teletrasportare tutto l'equipaggio sulla nave romulana. Purtroppo si scoprirà che la nave esiste in una linea temporale diversa da quella della Voyager e in particolare che si trova vent'anni nel passato. Il capitano romulano Telek R'Mor si offre di portare i loro messaggi nel quadrante Alfa e di diffonderli quando sarà giunto il momento giusto. Una volta ripartito, Tuvok scoprirà dagli archivi della Flotta che il Romulano era morto in una data che, secondo il loro calendario, risale a quattro anni prima. Intanto il capitano Janeway, convinta da Kes, cerca di fare amicizia con il Dottore in modo da renderlo meno scorbutico con l'equipaggio; il Dottore prenderà coscienza di sé e inizierà a comportarsi in modo più "umano".
- Altri interpreti: Vaughn Armstrong (Telek R'Mor), Tom Virtue (Walter Baxter)

## Un testimone insolito
- Titolo originale: Ex post facto
- Diretto da: LeVar Burton
- Scritto da: Evan Carlos Somers (soggetto); Evan Carlos Somers e Michael Piller (sceneggiatura)

### Trama
Tom Paris viene condannato per un omicidio commesso sul pianeta Numiri, dove lui e Harry Kim erano in visita per uno scambio tecnologico con la popolazione locale; la pena consiste nel rivedere ogni 14 ore l'omicidio, ma dal punto di vista della vittima, che lo indicano chiaramente colpevole, sebbene lui si dichiari innocente. L'omicidio sembra essere stato commesso da Tom perché la vittima lo ha sorpreso in atteggiamenti intimi con la propria moglie. Il Dottore scopre che, a causa della tecnologia usata dagli alieni, questo può portare Paris rapidamente alla morte; a Tuvok è assegnato il compito di indagare sul caso. Fondendosi mentalmente con Paris, capisce che Paris è innocente, e che Tom è vittima di un complotto di spionaggio tra i Numiri e un pianeta rivale. Il testimone insolito del titolo è il cagnolino della moglie della vittima che, notoriamente aggressivo con gli estranei, si dimostra amichevole con colui che Tuvok sospetta essere il vero assassino.
- Altri interpreti: Robin McKee (Lidell Ren), Francis Guinan (Kray), Aaron Lustig (medico baneano), Ray Reinhardt (Tolen Ren)

## Post mortem
- Titolo originale: Emanations
- Diretto da: David Livingston
- Scritto da: Brannon Braga

### Trama
Durante l'esplorazione di alcuni asteroidi, l'equipaggio della Voyager trova il luogo di sepoltura di una specie aliena. Durante l'esame dei corpi, Harry Kim viene intrappolato in una frattura subspaziale che lo porta sul pianeta principale della specie, che si trova in un'altra dimensione, e pensano che "da questa parte" vi sia la "seconda emanazione", una sorta di paradiso. Kim rivela ingenuamente che nella "seconda emanazione" ha visto solo cadaveri, minando il loro credo in una vita nell'al di là, e diventando una cavia per gli alieni, che non vogliono più lasciarlo andare. Mentre la Voyager cerca di recuperare Kim, sulla nave cominciano a materializzarsi dei corpi che destabilizzano il nucleo a curvatura. Kim fa amicizia con un alieno che si sta preparando al "trasferimento" volontario: l'uomo è rimasto invalido per un incidente e nella sua cultura è normale che una persona vada a morire per togliere un peso alla famiglia; però ora ha dei dubbi per quello che ha detto Kim e accetta di scambiarsi di posto con lui: l'alieno scapperà sulle montagne, nascondendosi da amici, e Kim verrà "trasferito" nella propria dimensione al suo posto. Kim giungerà cadavere sulla Voyager, ma il Dottore lo salverà; il ragazzo rimane profondamente scosso dalla vicenda, specialmente per aver visto che la fede di quegli alieni era malriposta. Janeway però gli fornirà una chiave di lettura differente degli accadimenti, facendolo scendere a patti con ciò che ha vissuto.
- Altri interpreti: Jerry Hardin (Neria), Jefrey Alan Chandler (Hatil Garan), Cecile Callan (Ptera), Martha Hackett(Seska), Robin Groves (Loria)

## Fattori primi
- Titolo originale: Prime Factors
- Diretto da: Les Landau
- Scritto da: David R. George III e Eric A. Stillwell (soggetto); Michael Perricone e Greg Elliott (sceneggiatura)

### Trama
Dopo essere venuta a contatto con l'amichevole specie dei Sikariani, la Voyager scopre che essi possiedono una tecnologia simile al teletrasporto che permette loro di compiere viaggi di oltre 40 000 anni luce. Tuttavia non permettono alla Voyager di usarla per dimezzare il suo viaggio verso casa perché contrario alle loro leggi; i membri della Flotta si trovano così a sperimentare sulla loro pelle l'applicazione di una sorta di Prima direttiva. Tuttavia, la voce della possibilità di risparmiare 40 anni di viaggio si sparge tra i membri dell'equipaggio e molti sono disposti a contravvenire agli ordini di Janeway e contrabbandare la tecnologia a bordo. Inaspettatamente se ne occupa Tuvok, ma il dispositivo non è compatibile con i sistemi della Voyager e Torres deve distruggerlo prima che la nave esploda.
- Altri interpreti: Ronald Guttman (Gathorel Labin), Yvonne Suhor (Eudana), Andrew Hill Newman (Jaret Otel), Martha Hackett (Seska), Josh Clark (tenente Carey)

## Tradimento a bordo
- Titolo originale: State of Flux
- Diretto da: Robert Scheerer
- Scritto da: Paul Robert Coyle (soggetto); Chris Abbott (sceneggiatura)

### Trama
La Voyager risponde al segnale di soccorso di una nave kazon, scoprendo successivamente che l'equipaggio è morto a causa di radiazioni provenienti da un uso errato della tecnologia dei replicatori in uso alla Flotta Stellare. Tuvok comincia a indagare per scoprire chi sia stato a vendere di contrabbando la tecnologia agli alieni e i sospetti convergono presto su Seska, ex membro dei Maquis sotto il comando di Chakotay; la sua posizione si aggrava quando il Dottore scopre che la donna non è Bajoriana, bensì una Cardassiana che ha modificato il suo DNA per infiltrarsi nei Maquis. Vistasi scoperta, Seska fugge teletrasportandosi su una nave kazon, accusando Janeway di essere una sciocca a voler tornare a casa anziché formare un primo avamposto militare umano nel quadrante Delta da dove poter stringere alleanze e creare un nuovo impero.
- Altri interpreti: Martha Hackett (Seska), Josh Clark (tenente Carey), Anthony De Longis (Culluh)

## Eroi e demoni
- Titolo originale: Heroes and Demons
- Diretto da: Les Landau
- Scritto da: Naren Shankar

### Trama
Harry Kim scompare all'interno del programma olografico basato su Beowulf, e così accade a Tuvok e Chakotay, entrati nel programma per cercarlo. Il Dottore viene quindi inviato per recuperarli, sperando che il suo essere un ologramma possa aiutarlo a dipanare il mistero. Si scopre che tempo prima la Voyager aveva asportato da una protostella un campione da studiare, ignorando che fosse una forma di vita: ora la forma di vita "madre" ha attaccato la Voyager manifestandosi sul ponte ologrammi, unico ambiente in cui riesce a interagire con gli umani, trasformando Kim, Tuvok e Chakotay in pura energia e tenendoli in ostaggio. Il Dottore riesce a comunicare con la forma di vita, liberando il campione-ostaggio che avevano involontariamente sottratto e riuscendo a far tornare incolumi i tre membri dell'equipaggio. Sarà inoltre la prima occasione per il Dottore di iniziare la sua esistenza come vero membro della Voyager e non come semplice ologramma.
- Altri interpreti: Marjorie Monaghan (Freya), Christopher Neame (Unferth), Michael Keenan (Hrothgar)
- Questo episodio ha ricevuto due nomination agli Emmy Award 1995:
  - nella categoria Outstanding Individual Achievement in Music Compositon for a Series (Dramatic Underscore) (Dennis McCarthy);
  - nella categoria Outstanding Individual Achievement in Cinematography for a Series (Marvin Rush).

## Intruso a bordo
- Titolo originale: Cathexis
- Diretto da: Kim Friedman
- Scritto da: Brannon Braga e Joe Menosky (soggetto); Brannon Braga (sceneggiatura)

### Trama
Chakotay rimane gravemente ferito durante una missione nei pressi di una nebulosa e viene dichiarato cerebralmente morto. Il Dottore dichiara che qualcosa gli ha prosciugato tutta l'energia neuronale. Janeway ordina di tornare presso la nebulosa per indagare, ma iniziano sabotaggi e aggressioni causate da chi in quel momento è posseduto dall'alieno, con azioni che però sono in contrasto tra loro: in alcune occasioni la nave viene allontanata dalla nebulosa, in altre viene impostata una rotta di avvicinamento. Si arriva a un clima di paranoia dove ogni comportamento anomalo viene giudicato sospetto; un alieno prende possesso in modo permanente di Tuvok, che tenta di pilotare la nave verso nebulosa: essa è abitata da entità che si alimentano di energia neuronale e intendono "banchettare" con l'equipaggio della Voyager. Si scopre così che la presenza che tenta di dirottare l'astronave lontano dalla nebulosa altri non è che lo spirito di Chakotay, che tenta di salvare la nave e l'equipaggio. Sarà il suo spirito, impossessatosi di Neelix, a mostrare la via d'uscita dalla nebulosa.
- Altri interpreti: Brian Markinson (Durst), Michael Cumpsty (Lord Burleigh), Carolyn Seymour (Mrs. Templeton)

## Separazione
- Titolo originale: Faces
- Diretto da: Winrich Kolbe
- Scritto da: Jonathan Glassner e Kenneth Biller (soggetto); Kenneth Biller (sceneggiatura)

### Trama
B'Elanna Torres e Tom Paris vengono catturati da un gruppo di Vidiiani, che pensano di aver trovato una possibile cura alla loro fagia nel tenente Torres. Per studiarla, la separano nella sua parte klingon e nella sua parte umana: vengono create così due B'Elanna: una klingon, fiera e battagliera, a cui viene inoculata la fagia per vedere se il suo organismo è in grado di combatterla; un'altra umana, pavida e riflessiva, che si sente persa senza la sua parte "guerriera". Chakotay, travestito da Vidiiano, scende sul pianeta e riesce a raggiungere i compagni; intanto la B'Elanna umana riesce a disattivare le difese della prigione permettendo alla Voyager di teletrasportare tutti via, ma la B'Elanna klingon viene ferita mortalmente. La B'Elanna umana, finalmente in pace con se stessa, vorrebbe rimanere così com'è ma il Dottore le dice che è costretto a reintegrare il DNA klingon perché il corpo solo umano della donna non riesce a sintetizzare molte proteine.
- Altri interpreti: Brian Markinson (Sulan, Durst), Rob LaBelle (prigioniero Talassiano), Barton Tinapp (guardia)
- Candidatura all'Emmy 1995 per Outstanding Individual Achievement in Makeup for a Series (Michael Westmore (artista supervisore del trucco), Greg Nelson, Scott Wheeler, Tina Kalliongis-Hoffman, Mark Shostrom, Gil Mosko, Michael Key, Barry R. Koper, Natalie Wood, Bill Myer (artisti truccatori)).

## Il segreto di Neelix
- Titolo originale: Jetrel
- Diretto da: Kim Friedman
- Scritto da: James Thomton e Scott Nimerfro (soggetto); Jack Klein, Karen Klein e Kenneth Biller (sceneggiatura)

### Trama
Il dottor Jetrel contatta la Voyager, affermando che Neelix è affetto da una malattia di cui lui ha una cura. Jetrel è anche responsabile della costruzione di un'arma che ha ucciso più di 300 000 Talassiani durante una guerra tra questi e il suo popolo, ma Neelix si rifiuta di farsi curare da lui perché lo scienziato è un genocida. Jetrel e Neelix hanno un duro confronto su ciò che è successo: da una parte, il rimorso dello scienziato per i morti e per il disprezzo che gli ha riservato la sua stessa famiglia; dall'altra l'orrore di Neelix per aver visto i corpi martoriati dei sopravvissuti destinati a morire tra atroci sofferenze. Jetrel inoltre rivela di essere malato e di avere i giorni contati. Si scopre anche che Neelix nasconde un terribile segreto: non è un eroe di guerra come va raccontando, ma era un renitente alla leva perché contrario al conflitto. Anche Jetrel nasconde un segreto: non è vero che Neelix è malato; ha usato quella scusa per avvicinare la Voyager e usare la tecnologia del teletrasporto per cercare di "riassemblare" le molecole dei corpi dei dispersi e provare a farli tornare in vita in modo da placare i suoi sensi di colpa prima di morire. Viene fatto un tentativo, ma l'esperimento fallisce e i morti sono destinati a rimanere tali. Jetrel si aggrava rapidamente e Neelix, poco prima che muoia, gli dice che lo perdona.
- Altri interpreti: James Sloyan (Ma'Bor Jetrel), Larry Hankin (Gaunt Gary)

## Uno strappo alla regola
- Titolo originale: Learning Curve
- Diretto da: David Livingston
- Scritto da: Ronald Wilkerson e Jean Louise Matthias

### Trama
A causa della difficoltà di alcuni elementi dell'equipaggio maquis di adattarsi alle regole della Flotta Stellare, Tuvok organizza un "corso" per insegnargliele, ma i metodi rigidi del Vulcaniano mal si adattano al carattere un po' ribelle dei membri maquis. Nel frattempo, alcune borse di gel bioneurale, necessarie al funzionamento della nave e non replicabili, cominciano a smettere di funzionare, mettendo in pericolo i sistemi primari della nave. Torres porta dal Dottore una delle sacche di gel per capire come si sono ammalate. Tuvok capisce che ciò avviene a causa di un tipo di latte che Neelix ha portato a bordo da un pianeta: preparando del formaggio, dei batteri contenuti nel latte si sono dispersi nei condotti di aerazione, infettando le sacche di gel. Il Dottore capirà che per "guarire" il gel neurale dovrà fargli venire la febbre, surriscaldando i sistemi della nave. Sfortunatamente, a causa dei guasti, Tuvok e i suoi allievi sono bloccati in una stiva di carico, in cui la temperatura si fa presto insopportabilmente alta. Impossibilitati a comunicare con la plancia, cercano un modo per salvarsi; uno di loro, svenuto, rimane indietro: il guardiamarina Dalby vorrebbe salvarlo, ma Tuvok glielo impedisce perché è illogico mettere in pericolo molti per la vita di uno, ma alla fine decide di sacrificarsi di persona. Si salveranno grazie all'intervento di tutti gli altri, ponendo le basi per il rispetto reciproco.
- Altri interpreti: Armand Schultz (Kenneth Dalby), Derek McGrath (Chell), Kenny Morrison (Gerron), Catherine MacNeal (Mariah Henley), Thomas Dekker (Henry), Lindsey Haun (Beatrice)